# 俵返
俵返（たわらがえし）は、柔道の投技の真捨身技の一つ。講道館や国際柔道連盟 (IJF) での正式名。別名俵返し、俵投（たわらなげ）。IJF略号TWG。

## 概要
代表的なかけ方は次の通り。
1. 相手が自分に双手刈やタックル等の技を仕掛けてきた時、それを受け止める。
2. 前屈みの低い体勢になっている相手に、上から覆いかぶさるようにして抱き着く。
3. 相手の腹に両手を回して両手を握る（クラッチ）。
4. 後ろに倒れ込みながら相手を持ち上げ、相手の頭の向き、自身の真後ろに投げる。

この一連の動作が、米俵を持ち上げる動作と似ている事から、俵返と呼ばれている。これは技の効果が審判から見て判定しにくい場合がある。俵返が自分から後ろに倒れる技（真捨身技）であり、双手刈が相手を後ろに倒す技であるため、俵返を仕掛けていって自分から後ろに倒れたのか、それとも相手の双手刈を受けて後ろに倒されたのかが審判からは判定しにくい。別名胴返（どうがえし）。
俵返は真後ろに投げられれば理想的だが、自分の上に相手が重なってしまうことが多く、実際には真後ろに投げるのは難しい。そのため、横、斜め後ろ、斜め横に投げることが多い。四つん這いになっている相手に対して正面に入るがぶりの姿勢から投げることもある。
最初の（真正面の）体勢から自分の体勢を横にして、真横（最初の前の向きから結果的に真後ろ）に投げるという投げ方もある。

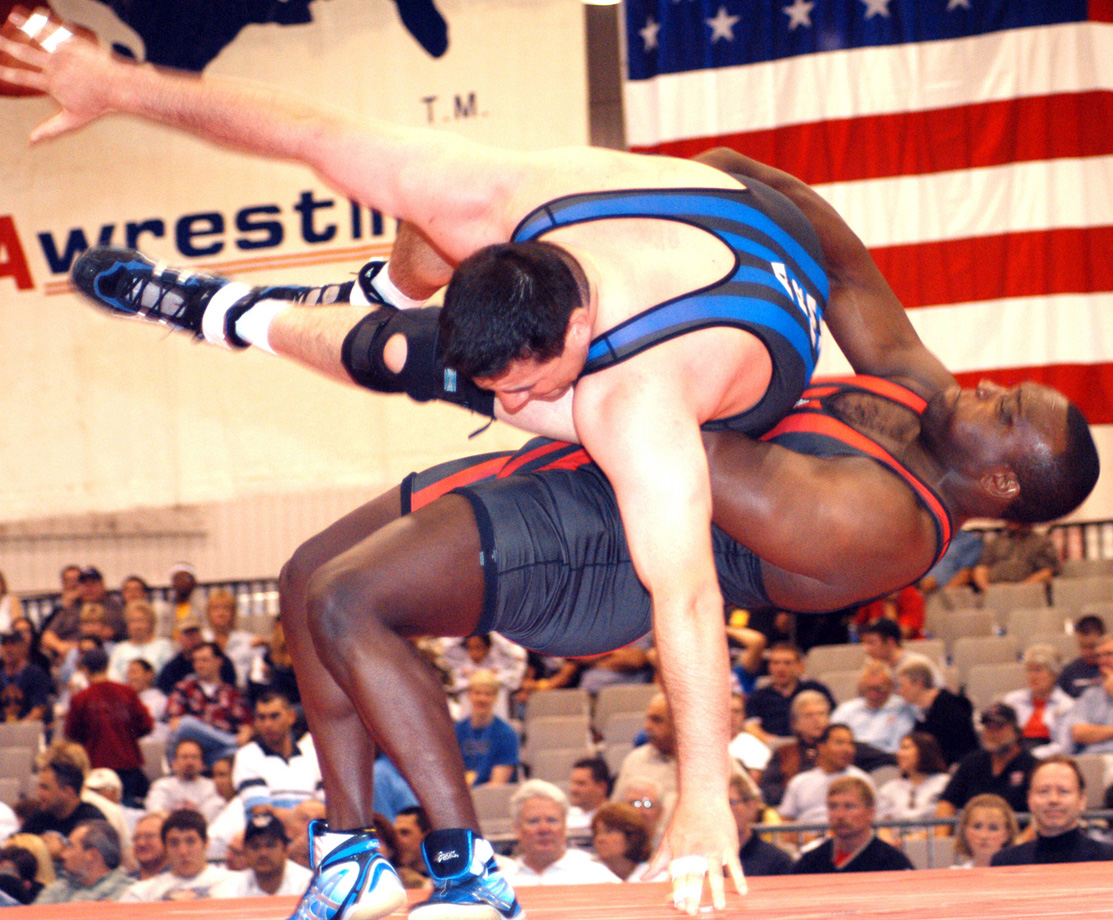
2003全米レスリング選手権における俵返

俵返は柔道以外の格闘技、例えば、レスリングのグレコローマンスタイル、フリースタイルでも見られる。レスリングで「俵返」は相手の側方から相手の胴を抱え相手の側方、自身の後ろ向きに反り投げる俵返である。主にグレコローマンスタイルで使用され、この俵返の使い手として著名なレスラーとして、アレクサンドル・カレリンなどが挙げられる。
また、がぶりから入る投技があり、この技は、がぶり返しと呼ばれている。これは柔道では俵返に包含される。レスリングのがぶり返しでは相手の頭部と片腕を両腕で抱え込む柔道界で言うところの肩三角グリップから投げる場合がよくある。この様に投げてしまうと首関節が極まってなくても危険行為で柔道IJFルールでは反則負けとなることに2018年までになった。また、投げなくても立ち姿勢で肩三角グリップとなった段階で「マテ」に。2020年、両者立ち姿勢から投げようとしただけで反則負けに。寝姿勢から立ち上がって投げようとした場合は「マテ」に。
古流柔術では帯を持った引込返も「俵返」、「帯返」と呼ばれていた。

### 首返
首返（くびがえし）は片腕または両腕で受の頭部を抱えながらの俵返。柔道では首関節が極まり反則負けとなることがある。

### 大砲投
大砲投（たいほうなげ）は海軍軍人の広瀬武夫が得意とした相手の後襟を取って前に押し下げてから両腕で相手の胴を抱えての豪快な俵返。別名大砲。

### サイド・スープレックス
サイド・スープレックスはがぶりの姿勢ではなく相手を側方に置いての俵返。受の頭側、取の後ろ側に投げる。受は逃げやすいが、受が抵抗しなければ取は投げやすい。プロレスでよく使用される。